# Ísak Andri Sigurgeirsson
Ísak Andri Sigurgeirsson, né le 11 septembre 2003 en Islande, est un footballeur islandais, qui évolue au poste d'ailier gauche à l'IFK Norrköping.

## Biographie

### En club
Né en Islande, Ísak Andri Sigurgeirsson est formé par le Ungmennafélagið Stjarnan. Il joue son premier match en professionnel avec cette équipe, le 14 février 2020, lors d'une rencontre de championnat contre le Fylkir Reykjavik. Il entre en jeu à la place de Ævar Ingi Jóhannesson et son équipe l'emporte par deux buts à zéro.
Le 18 juillet 2023, Ísak Andri Sigurgeirsson rejoint la Suède afin de s'engager en faveur de l'IFK Norrköping pour un contrat courant jusqu'en décembre 2026. Il rejoint une équipe composée de trois autres islandais en la personne d'Arnór Ingvi Traustason, d'Andri Guðjohnsen et d'Ari Freyr Skúlason,.
Sigurgeirsson marque son premier but pour l'IFK Norrköping le 24 août 2023, à l'occasion d'une rencontre de coupe de Suède face au Lucksta IF (en). Il est titularisé ce jour-là et contribue à la victoire de son équipe par six buts à zéro,.

### En sélection
Ísak Andri Sigurgeirsson représente l'équipe d'Islande des moins de 17 ans. Il joue deux matchs et marque un but avec cette sélection.
Sigurgeirsson joue son premier match avec l'équipe d'Islande espoirs le 17 novembre 2022, lors d'un match amical face à l'Écosse. Il est titularisé lors de cette rencontre remporté par les Islandais (1-2 score final)